# Jakob Eduard Schmölzer

Jakob Eduard Schmölzer etwa 1880.

Jakob Eduard Schmölzer (* 9. März 1812 in Graz; † 9. Jänner 1886 in Kindberg) war ein österreichischer Komponist und Sammler von steirischen Volksliedern, z. B. von Anton Schosser gedichtete.
Schmölzer erlernte Flöte. Heiratete 1835 Louise Pferschy und zog 1857 nach Kindberg und wohnte im Schloss. Er sammelte steirische Lieder und komponierte. Wurde „Steirischer Liedervater“ genannt und wurde Verwalter im Schloss Oberkindberg. Er starb 1886 in Kindberg. Nach ihm ist in Kindberg die Jakob Eduard Schmölzer Hauptschule benannt.
Die Lieder von Schmölzer werden von vielen steirischen Chören gesungen.

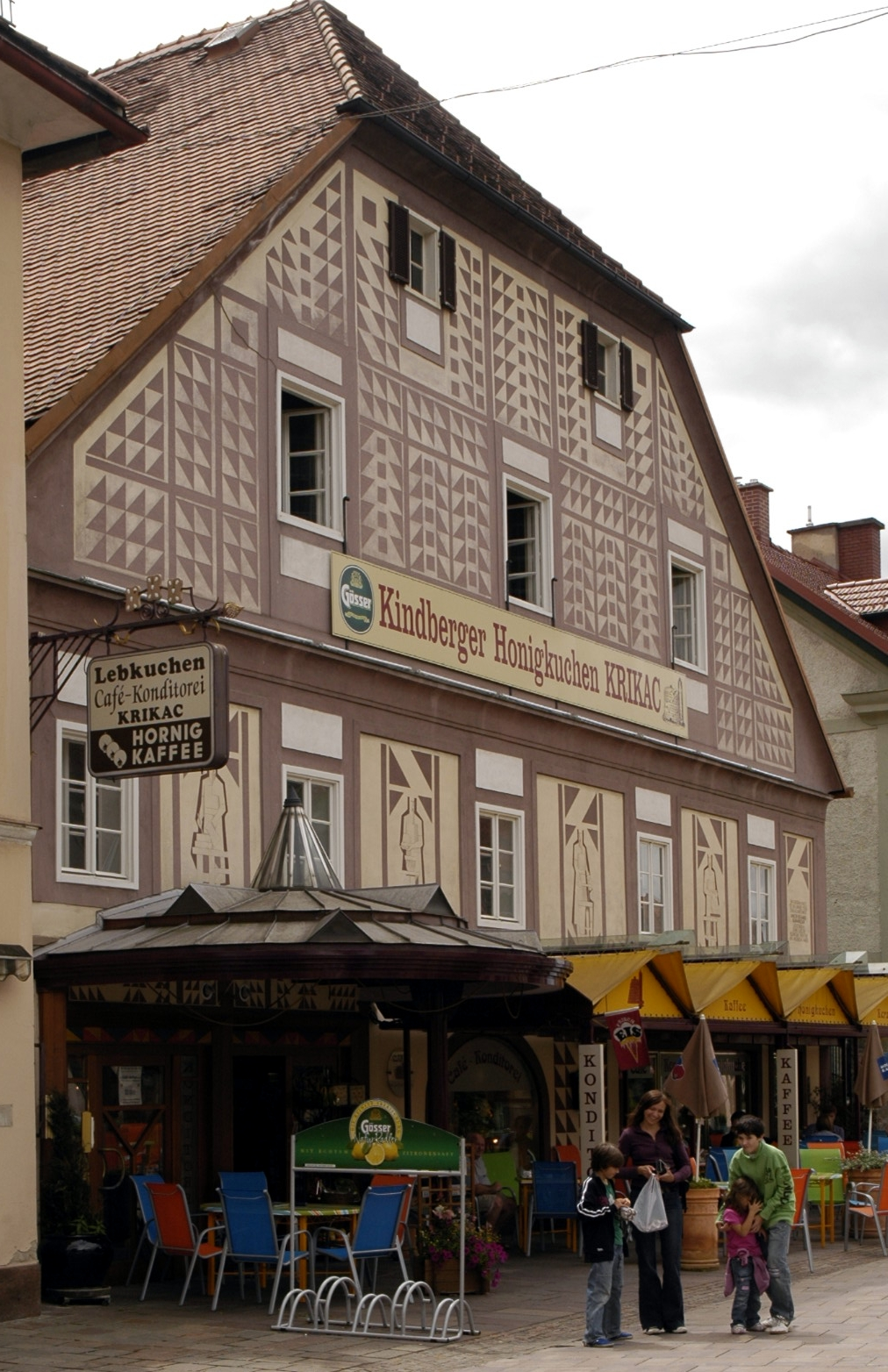
Kindberger Haus mit der Inschrift: In diesem Haus ist im Jahre 1886 der Komponist Jakob Eduard Schmölzer gestorben.

## Einzelnachweis
1. ↑  Jakob Eduard Schmölzer Hauptschule. www.hs-kindberg-schmoelzer.stsnet.at, archiviert vom Original am 21. August 2013; abgerufen am 30. August 2012.  Info: Der Archivlink wurde automatisch eingesetzt und noch nicht geprüft. Bitte prüfe Original- und Archivlink gemäß Anleitung und entferne dann diesen Hinweis.

| Personendaten    | Personendaten                                                       |
| ---------------- | ------------------------------------------------------------------- |
| NAME             | Schmölzer, Jakob Eduard                                             |
| ALTERNATIVNAMEN  | Schmölzer, Jacob Eduard                                             |
| KURZBESCHREIBUNG | österreichischer Komponist und Sammler von steirischen Volksliedern |
| GEBURTSDATUM     | 9. März 1812                                                        |
| GEBURTSORT       | Graz                                                                |
| STERBEDATUM      | 9. Januar 1886                                                      |
| STERBEORT        | Kindberg                                                            |